# 4月11日
4月11日是公历年中的第101天（闰年的第102天），离全年结束还有264天。

## 大事记

### 20世紀以前
- 491年：弗拉维·阿纳西塔斯成为拜占庭帝国皇帝。
- 618年：在中国歷史上的隋朝第二代君主隋煬帝於江都被叛將宇文化及所弒，隋朝灭亡。
- 1079年：波兰克拉科夫大主教斯坦尼斯劳斯（英语：Stanislaus of Szczepanów）被波兰国王波列斯瓦夫二世下令处决。
- 1241年：蒙古帝国的西征军队在蒂萨河之战中击败匈牙利王国国王贝拉四世的军队。
- 1381年：朱元璋建明孝陵。
- 1689年：在英格蘭王國爆發光榮革命後，威廉三世和瑪麗二世在西敏寺加冕成為共治雙王。
- 1713年：歐洲多個國家在荷蘭共和國烏特勒支簽署《烏特勒支和約》，西班牙王位繼承戰爭結束。
- 1814年：第六次反法同盟與法國簽署《楓丹白露條約》，拿破崙一世被流放至厄爾巴島。

### 20世紀
- 1905年：北京京师大学堂首次举办运动会。
- 1909年：由66個猶太人家庭組成的住宅營造協會在雅法北面購買並分配土地，之後在此建立新城市特拉維夫。
- 1941年：義大利王國軍隊攻占南斯拉夫的斯洛維尼亞首府盧比安納。
- 1945年：美国第三军团控制纳粹德国在威玛附近的布亨瓦德集中营，并释放里面的囚犯。
- 1951年：在韩战期间，美国总统哈瑞·S·杜鲁门下令解除联合国军总司令道格拉斯·麦克阿瑟的指挥权。
- 1955年：参加万隆会议的中華人民共和國代表团成员所乘坐的克什米尔公主号飞机因国民党放置的定时炸弹爆炸而失事。
- 1961年：艾希曼因参与二战时期对犹太人进行的大屠杀出庭受审。
- 1963年：教宗若望二十三世发布〈和平於世〉通諭，「一如个人与个人间的关系，国际间的关系亦不得依赖武力，而应按照正直理智的准则来协调，即是说，应按照真理、正义、真诚合作来协调。」
- 1968年：美国总统林登·约翰逊签署民权法案，呼吁结束动乱。
- 1970年：美國阿波羅13號太空船发射升空。
- 1973年：未來的北韓領導人金正日撰寫的支持朝鮮勞動黨執政的電影宣傳論文《電影藝術論》出版。
- 1979年：烏干達民族解放陣線和坦尚尼亞軍隊佔領烏干達首都坎帕拉，總統伊迪·阿敏被迫出逃。
- 1982年：《甘地》在第55屆奧斯卡金像獎獲得最佳影片等8項大獎。
- 1989年：日本首相竹下登辞职。
- 1991年：波斯灣戰爭：联合国安理会宣布正式实现停火。
- 1991年：北京2000年奥运会申办委员会成立。
- 1997年：位於昂船洲的英國皇家海軍驻香港添馬艦基地关闭。
- 1997年：秘鲁宣布退出安第斯共同体。

### 21世紀
- 2001年：因中美撞机事件而被扣留在海南的美国EP-3C偵察機机组被释放（4月12日正式离开中国）。
- 2001年：澳洲國家足球隊在2002年世界盃外圍賽中以31比0戰勝美屬薩摩亞足球代表隊，創下國際足球比賽最大分差之世界紀錄。
- 2002年：委内瑞拉军人发动军事政变，拘押委内瑞拉总统乌戈·查维兹并且要求其辞职。
- 2009年：蘇珊大嬸參加第三季的英國達人競賽，受到大眾的注意。
- 2011年：白俄羅斯明斯克地鐵發生炸彈爆炸（英语：2011 Minsk Metro bombing），造成15人死亡，200人餘受傷。
- 2012年：印度尼西亚苏门答腊岛附近海域发生地震矩規模8.6Mw的强烈地震，造成至少5人死亡。
- 2018年：阿尔及利亚一架运送军人的伊尔-76运输机坠毁，至少257人丧生。[1]

## 出生
- 145年：塞提米烏斯·塞維魯斯，羅馬皇帝（211年逝世）
- 1230年：北條長時，日本鎌倉時代武將（1264年逝世）
- 1357年：若昂一世，葡萄牙國王（1433年逝世）
- 1770年：喬治·坎寧，英國首相（1827年逝世）
- 1819年：玛格丽特·利亚·休斯顿，德克薩斯共和國第一夫人（1867年逝世）
- 1862年：威廉·華萊士·坎貝爾，美國天文學家（1938年逝世）
- 1879年：于右任，中華民國原監察院院長、近代書法家（1964年逝世）
- 1880年：佐野利器，日本建築師（1956年逝世）
- 1883年：穗積重遠，日本法學者（1951年逝世）
- 1885年：正力松太郎，日本政治家、企業家（1969年逝世）
- 1887年：傑克·菲利浦，英國電報員，鐵達尼號高級電報員（1912年逝世）
- 1892年：夏慤，英國皇家海軍將領，香港軍政府首長（1959年逝世）
- 1893年：迪安·艾奇遜，美國政治人物，第51任美國國務卿（1971年逝世）
- 1901年：鹿岡圓平，日本海軍少將（1944年逝世）
- 1903年：金子美鈴，日本童謠詩人（1930年逝世）
- 1907年：亨利·施菲，美國統計學家（1977年逝世）
- 1908年：井深大，日本企业家、教育家，索尼公司共同創辦人（1997年逝世）
- 1916年：阿爾伯托·希納斯特拉，阿根廷作曲家（1983年逝世）
- 1916年：高橋英辰，日本足球運動員、日本國家足球隊教練（2000年逝世）
- 1924年：三木則平，日本男演員（1999年逝世）
- 1928年：艾瑟·甘迺迪，美國人權倡導者（2024年逝世）
- 1931年：椙山浩一，日本作曲家（2021年逝世）
- 1937年：青木新門，日本作家、詩人（2022年逝世）
- 1937年：加山雄三，日本男演員、創作歌手
- 1940年：湯瑪斯·哈里斯，美國作家
- 1941年：青山丘，日本政治家（2019年逝世）
- 1942年：倩，台灣女演員（2000年逝世）
- 1943年：哈利·瑞斯，美國職業摔角手（2019年逝世）
- 1944年：約翰·米利厄斯，美國電影導演、編劇
- 1945年：温斯顿·彼特斯，紐西蘭政治家
- 1949年：武田鐵矢，日本男歌手、演員、作詞人
- 1950年：比爾·歐文，美國男演員
- 1953年：安德鲁·怀尔斯，英國数学家
- 1953年：居伊·伏思達，比利時政治人物，第47任比利時首相
- 1960年：李茂山，台灣歌手、主持人
- 1960年：傑里米·克拉克森，英國電視節目主持人、廣播員、記者、作家
- 1961年：羅宏·康特，法國導演（2024年逝世）
- 1961年：栗山英樹，日本職業棒球運動員、教練
- 1961年：文森·加洛，美國男演員
- 1963年：何賽飛，中國女演員
- 1964年：吉海妍，韓國女演員
- 1965年：張澤群，中國中央電視台主持人
- 1966年：一條和矢，日本男性聲優
- 1969年：修慶，中國男演員、導演
- 1969年：森高千里，日本女性創作歌手
- 1970年：特雷弗·林登，加拿大男子冰球運動員
- 1974年：李思捷，香港藝人
- 1974年：翠西亞·海爾弗，加拿大女演員
- 1976年：林一峰，香港創作歌手
- 1978年：田家達，台灣男演員
- 1979年：倪景陽，中國女演員、模特
- 1979年：姬莉安·梅菲，英國芭蕾舞者
- 1981年：麥特·萊恩，英國男演員
- 1981年：亞歷桑德拉·安布羅休，巴西女模特兒、演員
- 1982年：崔松賢，韓國女演員
- 1984年：柳演錫，韓國男演員
- 1984年：尼古拉·卡拉巴蒂奇，法國男子手球運動員
- 1985年：小川阿佐美，日本AV女优
- 1986年：黃乔歆，台灣女藝人
- 1986年：黃昱翔，台灣男藝人
- 1986年：萊納·舍內博恩，德國女子現代五項運動員
- 1987年：Lights，加拿大女歌手、歌曲創作者
- 1988年：詹子晴，台灣女歌手、演員
- 1988年：前田健太，日本棒球運動員
- 1989年：任嘉倫，中國男演員
- 1989年：丸佳浩，日本棒球運動員
- 1990年：戶柱恭孝，日本職業棒球運動員
- 1991年：張耿豪，台灣棒球運動員
- 1991年：蘇志翔，台灣實況主、演員
- 1991年：松平健太，日本桌球運動員
- 1991年：蒂亞戈·阿爾坎塔拉，西班牙足球運動員
- 1991年：真野惠里菜，日本女子偶像團體早安家族成員
- 1992年：孔肖吟，中國女子偶像團體SNH48成員
- 1994年：小笠原茉由，日本女子偶像團體NMB48成員
- 1994年：鄧肯·勞倫斯，荷蘭歌手
- 1994年：迪歌達·布魯·李察斯，英國演員
- 1995年：李到晛，韓國男演員
- 1996年：迪利·阿里，英國足球運動員
- 1997年：米麗婭姆·科洛齊耶約娃，捷克職業網球運動員
- 1998年：李希侃，中國男歌手、舞者、演員
- 1998年：周詩雨，中國女子偶像團體SNH48成員
- 2000年：Karina，韓國女子偶像團體aespa成員
- 2005年：Danielle，韓國女子偶像團體NewJeans成員
- 2007年：Ahyeon，韓國女子偶像團體BABYMONSTER成員
- 生年不詳：今市子，日本漫畫家

## 逝世
- 482年：齐高帝蕭道成，南齊开国皇帝。（427年出生）
- 618年：隋炀帝杨广，隋朝皇帝。（569年出生）
- 1034年：羅曼努斯三世，拜占庭皇帝。（968年出生）
- 1512年：加斯東·德·富瓦，法國軍事將領，訥穆爾公爵。（1489年出生）
- 1514年：多納托·伯拉孟特，義大利建築師。（1444年出生）
- 1834年：約翰·‘瘋狂傑克’·富勒，英國贊助家、慈善家及顧問。（1757年出生）
- 1842年：克勒什·喬瑪·山多爾，匈牙利語言學家、東方學家。（1784年出生）
- 1882年：埃韦利纳·汉斯卡，波蘭貴族。（1805年出生）
- 1903年：荣禄，晚清政治家。（1836年出生）
- 1903年：瑰瑪·甘甘妮，義大利神秘家。（1878年出生）
- 1921年：奥古斯塔·维多莉亚，德国皇后。（1858年出生）
- 1938年：吕晓韬，中华民国国民革命军将领
- 1950年：班布里奇·科爾比，美國律師、政治人物，曾任美國國務卿。（1869年出生）
- 1981年：陳達，台灣民間歌手。（1906年出生）
- 1985年：恩维尔·霍查，阿尔巴尼亚领导人。（1908年出生）
- 1988年：王守信，上海嘉定人，浸信會傳道人，在臺灣屏東縣里港鄉成立信望愛育幼院。（1905年出生）
- 1994年：楚图南，中国学者（1899年出生）
- 1997年：王小波，中国作家。（1952年出生）
- 2003年：蔡子民，中國社會活動家、台灣民主自治同盟卓越領導人。（1920年出生）
- 2005年：吕西安·洛朗，法国足球运动员，首位於世界盃足球賽進球的球員。（1907年出生）
- 2006年：申相玉，韓國電影導演，康城影展評委。（1926年出生）
- 2006年：瓊·珀特（英语：June Pointer），美國女歌手，指針姐妹合唱團（英语：Pointer Sisters）成員。（1953年出生）
- 2007年：高登，香港企業家。（1917年出生）
- 2007年：库尔特·冯内古特，美國黑色幽默文學作家。（1922年出生）
- 2012年：艾哈邁德·本·貝拉，阿爾及利亞政治人物，前任阿尔及利亚总统。（1918年出生）
- 2013年：瑪麗亞·塔爾切夫，美國芭蕾舞者。（1925年出生）
- 2019年：加藤一彦，日本漫画家，《鲁邦三世》作者。（1937年出生）
- 2022年：連倚南，臺灣醫生，被譽為「台灣復健醫學之父」。（1934年出生）
- 2024年：村松康雄，日本男性聲優。（1933年出生）
- 2024年：曙太郎，日本相撲力士、綜合格鬥與職業摔角運動員。（1969年出生）
- 2024年：朴寶藍，韓國女歌手。（1994年出生）
- 2025年：馬克斯·羅密歐，牙買加雷鬼音樂家。（1944年出生）

## 节假日和习俗
- 國際寵物日[2]
- 欧洲帕金森病联合会：世界帕金森病日（1997-）

## 其它
- 科學家認為1954年的这一天是历史上最平淡无奇的一天，在这天没有发生任何大事，也没有大人物死亡[3][4]。